# Serhij Storożew
Serhij Łeonidowycz Storożew, ukr. Сергій Леонідович Сторожев (ur. 9 lipca 1980) – ukraiński piłkarz, grający na pozycji pomocnika, a wcześniej napastnika.
Zmarł w grudniu 2024

## Kariera piłkarska

### Kariera klubowa
Wychowanek klubu Krywbas Krzywy Róg, w barwach którego w 1998 rozpoczął karierę piłkarską. Na początku 2000 został piłkarzem drugoligowego zespołu Sokił Złoczów. Latem 2001 przeszedł do klubu Frunzeneć-Liha-99 Sumy, ale latem następnego roku klub połączył się z FK Sumy, a piłkarz odszedł do Hirnyka Krzywy Róg, w barwach którego latem 2006 zakończył karierę piłkarską.

## Sukcesy i odznaczenia

### Sukcesy klubowe
- brązowy medalista Mistrzostw Ukrainy: 1999

### Sukcesy indywidualne
- rekordzista klubu Krywbas-2 Krzywy Róg w ilości występów: 55 meczów[3].